# Кадришкес
Кадришки (лит. Kadriškės) — деревня в Лентварском старостве, в Тракайском районе Вильнюсского уезда Литвы. Располагается на юго-востоке от Кариотишек, на правом берегу реки Воке. Ныне в деревня безлюдна.

## Физико-географическая характеристика
Деревня Кадришки располагается в 1 км на юго-востоке от деревни Салос (Григишки), в 1 км на востоке от Салос (Лентварис), в 1 км на севере от Кулокишек.

## История
Впервые на старых картах деревня Кадришки упоминается на Советских картах 1985 года, также Кадришки упоминаются на картах 1990 года. Упоминаний деревни на Российских и Польских картах нет. На сегодняшний день бо́льшая часть деревни входит в состав Вильнюсского городского самоуправления, в Кадришках расположены промышленные зоны.

## Население
| 1931                           | 1979 | 1989 | 2001 |
| ------------------------------ | ---- | ---- | ---- |
| 142                            | 7    | 0    | 0    |
| Гистограмма динамики населения |      |      |      |